# Софус Ли
Софус Ли (на норвежки: Sophus Lie) е норвежки математик, известен с приносите си в теорията на непрекъснатите симетрии, която той прилага на геометрията и диференциалните уравнения. На Ли дължим и алгебрата на Ли и групите на Ли.

## Биография
Ли е син на протестантски пастор и е шестото от седем деца в семейството. Учи в Кристияния. Първоначално се занимава с астрономия, а по-късно се преориентира към математиката.
Публикува първата си статия през 1869 г., в която изследва имагинерните числа. По-късно пътува из Европа. Избухването на френско-пруската война от 1870 г. го сварва в Париж. Арестуван и затворен във Фонтенбло, по обвинение че е пруски шпионин. В затвора той работи над труда си „Един клас геометрични преобразувания“. След освобождаването си от затвора той се завръща в Норвегия и получава професорска катедра. Жени се за Анна Бирх, чиито дядо е чичо на Нилс Хенрик Абел, друг известен норвежки математик, с която имат три деца.
Работи върху труда си „Теории на трансформационните групи“, публикуван между 1888 г. и 1893 г.
През 1886 г., наследява катедрата на Феликс Клайн в Лайпциг. През 1892 г. е приет във Френската академия на науките. Там среща Ели Картан, с който споделят общи научни интереси.
Групите на Ли, наречени на Софус Ли, са трансформационни непрекъснати групи. Ли доказва, че изследването на техните свойства се улеснява значително, когато се разглеждат техните инфинитезимални генератори.
1. 1 2  Lie, Sophus Marius //  . Т. 4.   с. 324-325. Посетен на 19 декември 2024 г.